# Gombong
Gombong is een stad in Midden-Java, Indonesië. De stad telt bijna 49.000 inwoners. Bij Gombong is ook het Fort Van der Wijck gelegen. Het fort was vroeger in gebruik door het KNIL. De plaats was vroeger vooral bekend vanwege de Militaire Pupillenschool.

## Oud-Nederlands Kerkhof
Te Gombong is tegenwoordig nog steeds een oud-Nederlands kerkhof te bezoeken. Het kerkhof wordt nog steeds gebruikt.

## Bekende inwoners van Gombong

### Geboren
- Frans Jonathan Pieter Sachse (1870-1962), generaal-majoor van het KNIL, stichter van Hollandia op Nieuw-Guinea[1][2]
- Louis Willem Franciscus Julian Mann ((1880-1907) geboren te Karanganjar bij Gombong), Nederlands eerste luitenant der genie van het KNIL[3]
- Johan Jurrien Jenae (1882-1944), Nederlands luitenant-kolonel der infanterie van het KNIL[4]
- Gijsbert de Vries (1888-1970), Nederlands schrijver van jeugdliteratuur zich afspelend in Nederlands-Indië
- Cornelis Dusseldorp (1908-1990), Nederlands roeier
- Maus Gatsonides (1911-1998), Nederlands rallyrijder en uitvinder van een snelheidsmeter
- Willem Nijholt (1934-2023), Nederlands acteur en zanger
- Martha Tilaar (1937), Indonesische zakenvrouw en filantrope

### Overleden
- Adriaan Hilleveld, 1838-1877, Nederlands schilder, als adjudant-officier van het KNIL tekenleraar aan de Militaire Pupillenschool te Gombong

## Galerij

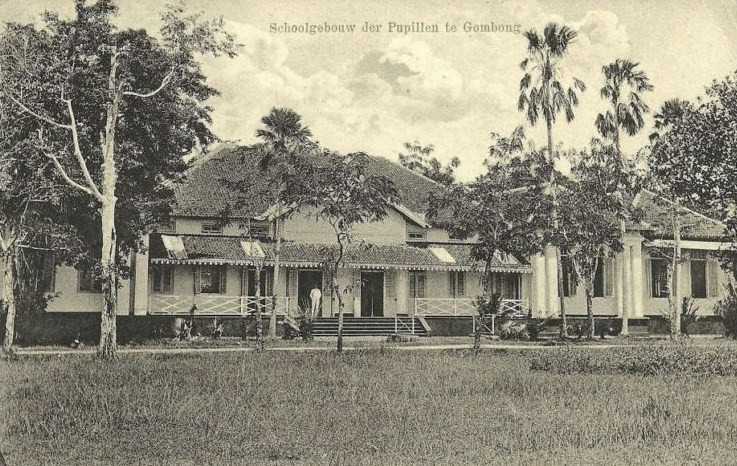
Schoolgebouw van de Pupillenschool
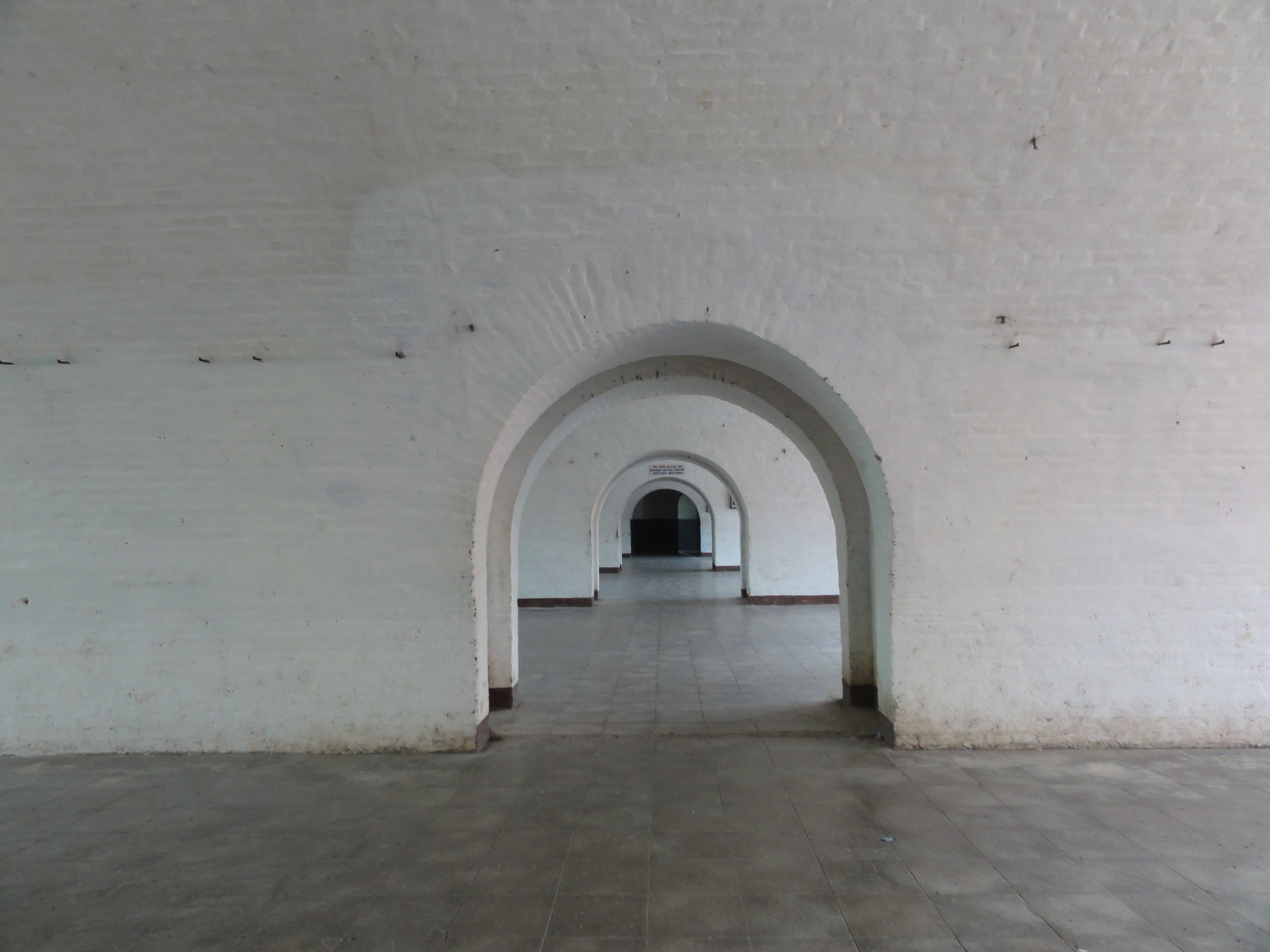
Interieur Fort Van der Wijck
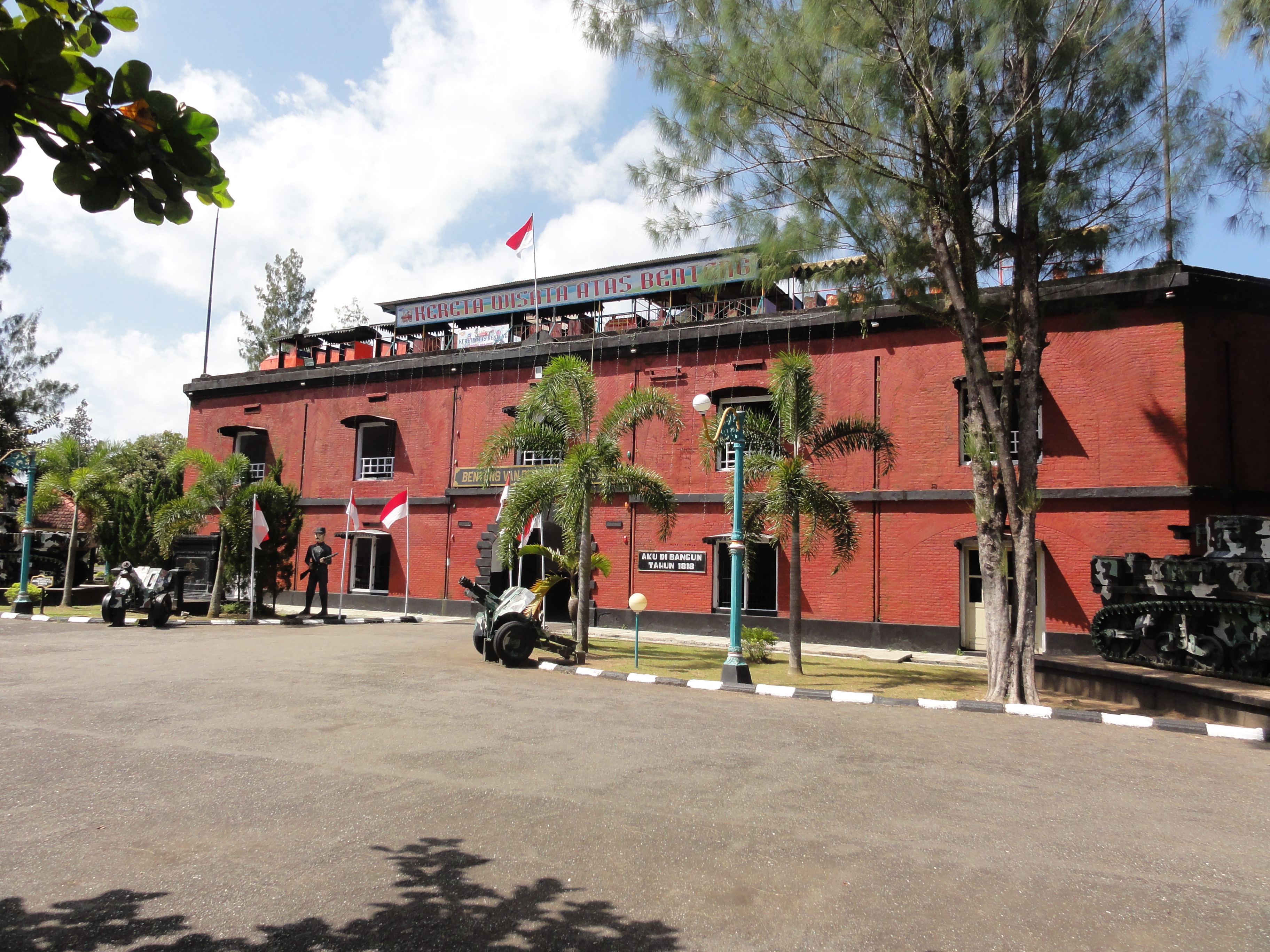
Ingang van het Fort Van der Wijck
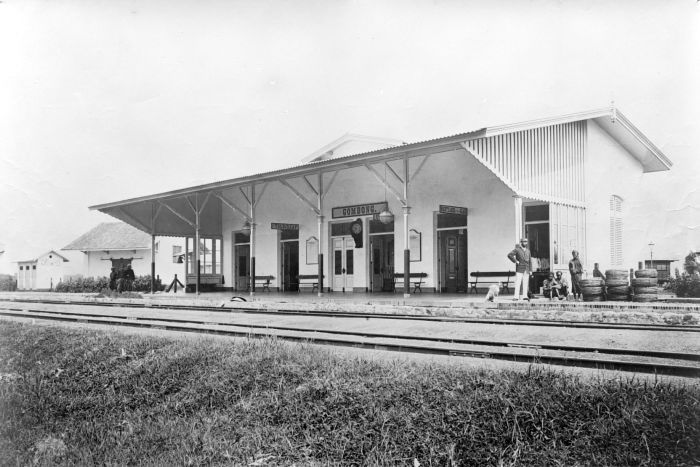
Station Gombong